# Не буду воювати
Не буду воювати перший та єдиний студійний альбом панк-рок гурту Тостер, виданий у 2003 році. Початково альбом мав називатись «Поперло». На диску зібрано творчий доробок за 5 років існування колективу. Пісня «Скінхед Вася» стала культовою в середовищі львівських рокових субкультур.

## Список пісень
| #   | Назва                      | Тривалість |
| --- | -------------------------- | ---------- |
| 1.  | «Пісня про радіо»          | 3:25       |
| 2.  | «Букі-Глюки»               | 2:48       |
| 3.  | «Не буду воювати»          | 2:28       |
| 4.  | «Андроїд»                  | 2:15       |
| 5.  | «Літр!»                    | 2:49       |
| 6.  | «2:46 (Труп)»              | 3:13       |
| 7.  | «Пиво, Рок-Н-Ролл, Футбол» | 2:22       |
| 8.  | «Стій!»                    | 3:23       |
| 9.  | «Партизан»                 | 2:39       |
| 10. | «Депутати»                 | 2:44       |
| 11. | «Ти та, що ти є»           | 2:46       |
| 12. | «Скінхед Вася»             | 3:02       |
| 13. | «Це не сон…»               | 2:16       |
| 14. | «Планета мавп»             | 3:19       |
| 15. | «Біль»                     | 3:27       |
| 16. | «Стій! (ремікс)»           | 4:21       |
| 17. | «Outro (Червона рута)»     | 2:01       |